# Буковиця
Буковиця — сучасний гірськолижний комплекс України у Східних Бескидах карпатських гір. Розташований в місті Борислав недалеко від популярних курортів Трускавець (7 км) і Східниця (17,5 км). Перші згадки про заняття зимовими видами спорту на цих схилах стосуються ще часів Австро-Угорщини. Офіційне відкриття гірськолижного комплексу «Буковиця» відбулося  5 січня 2016 року. Трохи згодом було споруджено, окрім бугельних, також крісельний витяг.

## Географія
Найвищою точкою гірськолижного комплексу є схил гори Буковиця з висотою 564 м над рівнем моря (висота самої гори 625 м). Комплекс розташований в районі Тустановичі міста Борислав Львівської області.

## Витяги і траси
Траси гірськолижного курорту споруджено на горі Буковиця. Схили трас розташовані з північної сторони та максимально захищені від потрапляння на них сонячних променів, а це сприяє продовженню тривалості гірськолижного сезону. Максимальна протяжність траси становить 1050 м, максимальний перепад висот – 160 м. Траси обладнані великою кількістю снігових гармат. До безпечного та приємного катання схили готують за допомогою спеціальної техніки, тому траси відповідають усім міжнародним нормам і стандартам.
На трасах ГК «Буковиця» є три витяги:
Leithner-Poma – 800 м
Doppelmayr – 700 м
Tatrapoma – 300 м

## Гірськолижна школа
Гірськолижна школа заснована в січні  2016 року та функціонує на території комплексу "Буковиця". Навчання проводять інструктори з гірських лиж і сноубордингу, а гнучка система навчання підійде для людей усіх вікових категорій. Залежно від рівня майстерності гірськолижника чи сноубордиста підбирається  програма навчання з різним рівнем складності, а саме:  
- Діти
- Початківці
- Досвідчені лижники
- Експерти.

## Спортивний клуб «Бориславська сніжинка»
На схилах гірськолижного комплексу «Буковиця» відновив роботу дитячий спортивний клуб «Бориславська сніжинка». Ця гірськолижна школа має славну історію, гарні традиції, досвідчених тренерів та якісну сучасну базу. Основна мета клубу - виховати здорове та сильне покоління майбутніх чемпіонів.
В СК «Бориславська сніжинка» маленьких лижників і сноубордистів можна приводити вже з чотирирічного віку, діти займаються на якісних трасах, сертифікованих за міжнародними стандартами безпеки. Навчають дітей кваліфіковані тренери, що обов’язково мають досвід роботи з дітьми та відповідну освіту. Графіки тренувань підбираються з урахуванням режиму занять у загальноосвітніх школах. Найбільш здібні й успішні спортсмени зможуть відстоювати честь клубу на всеукраїнських змаганнях з гірськолижного спорту.

## Фотогалерея гірськолижного комплексу "Буковиця"

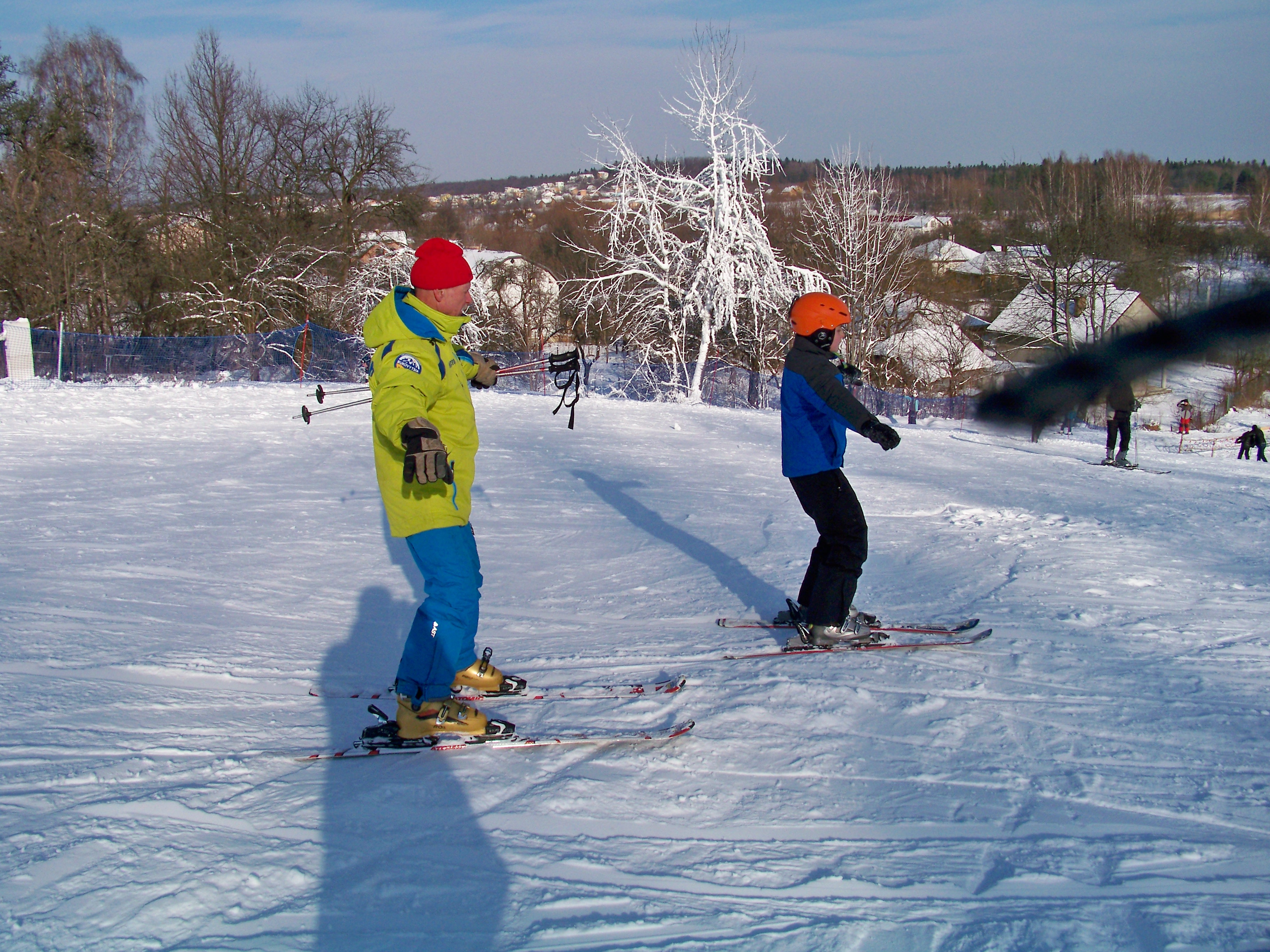
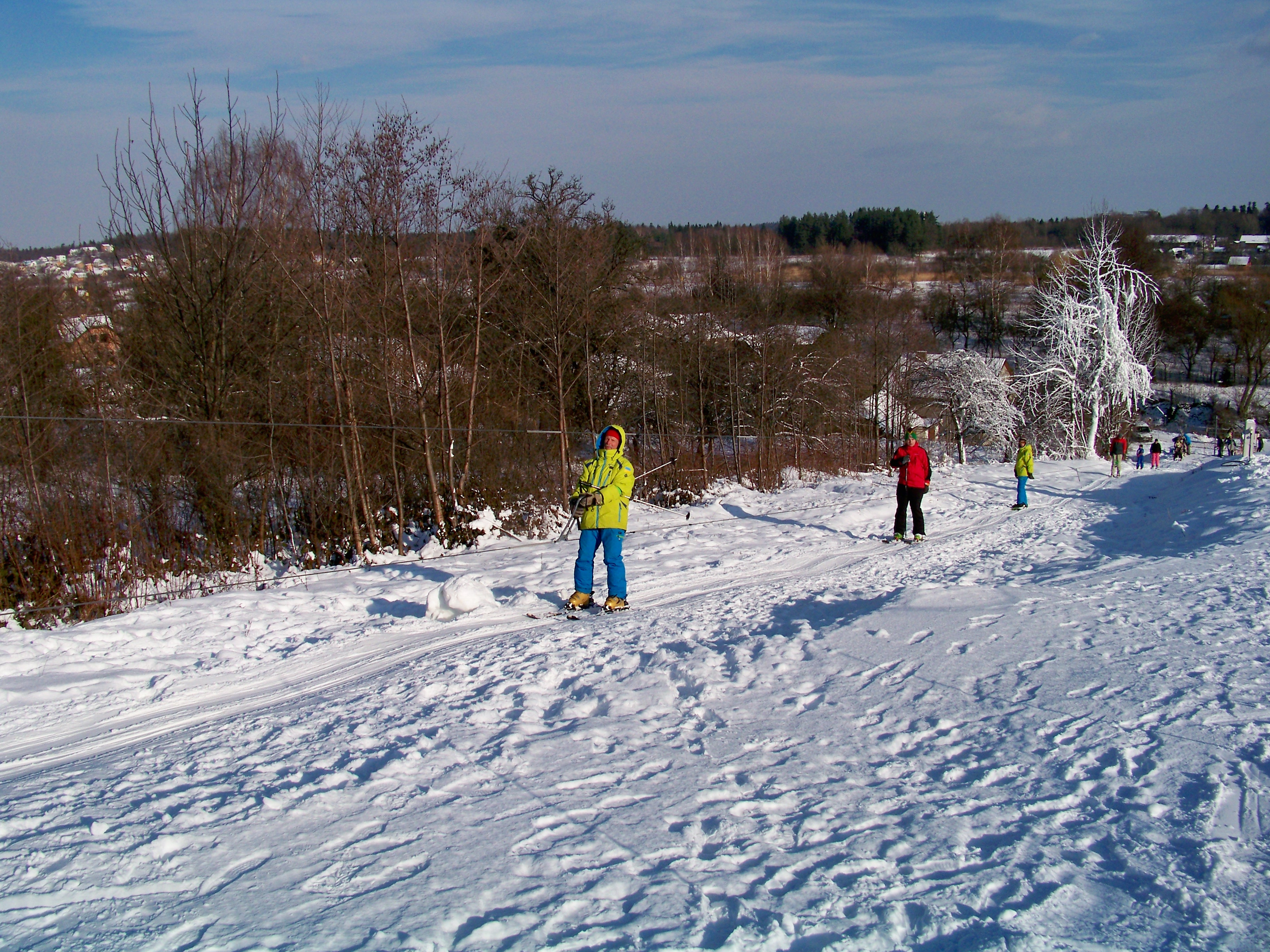
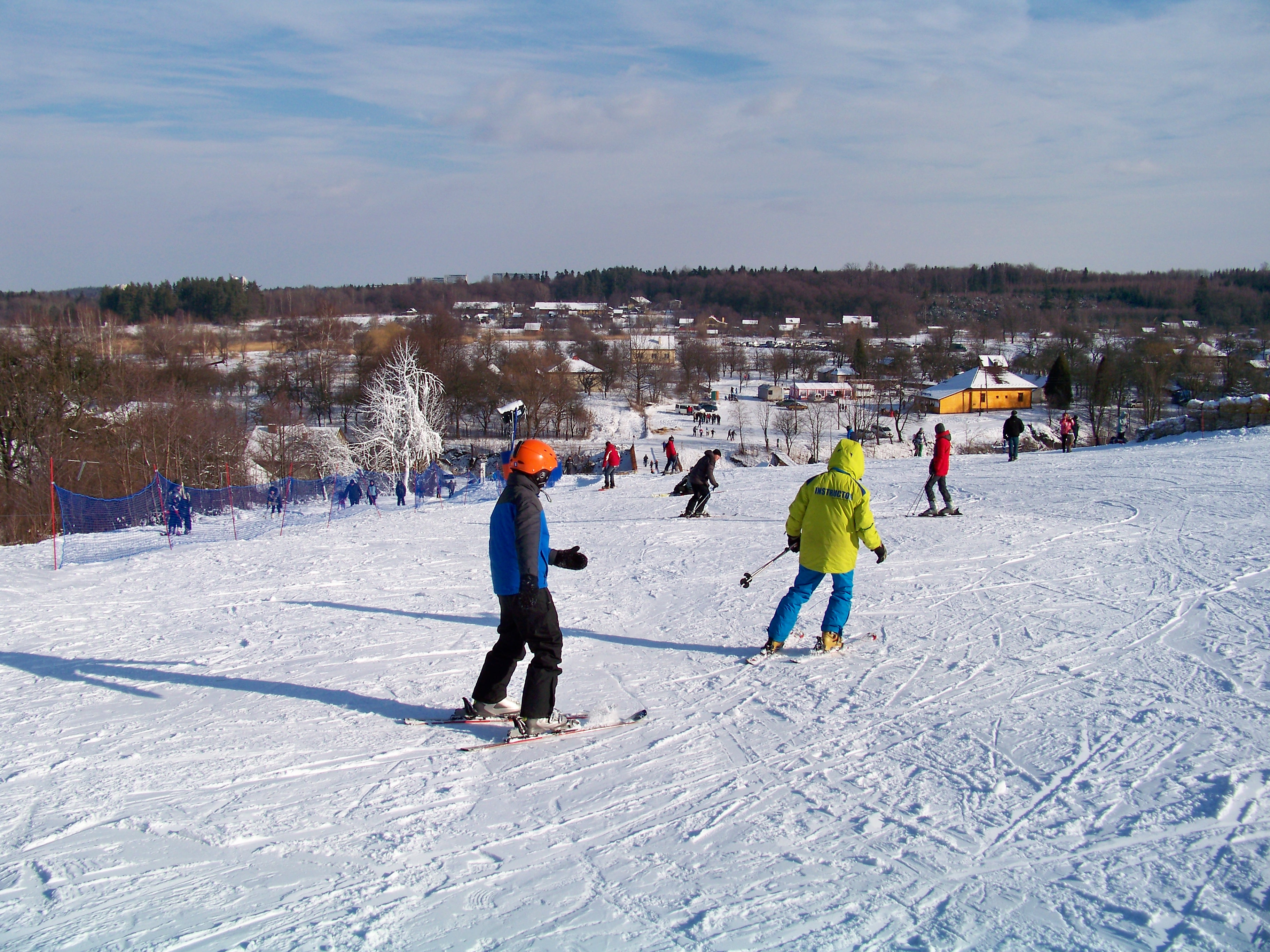
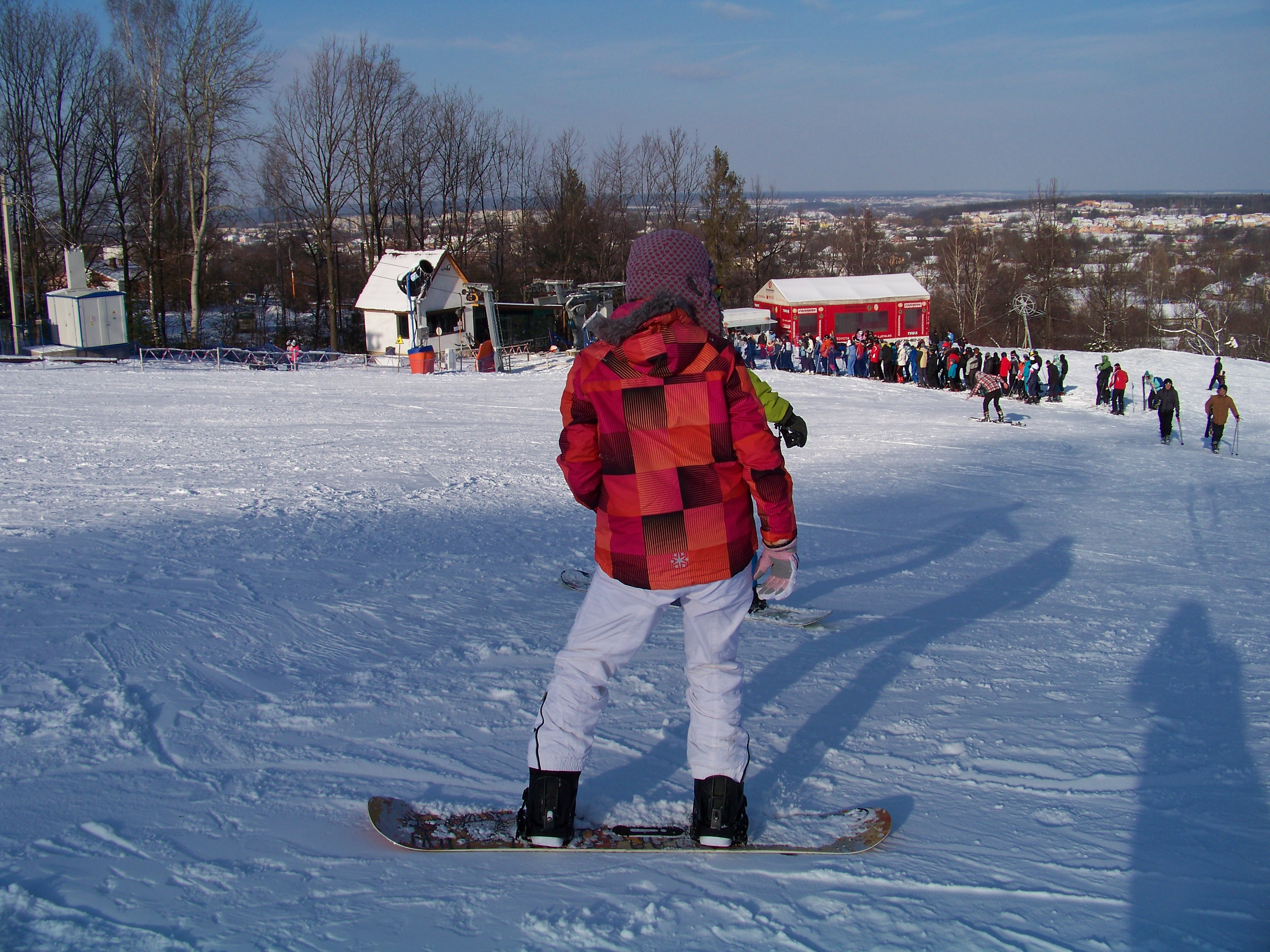
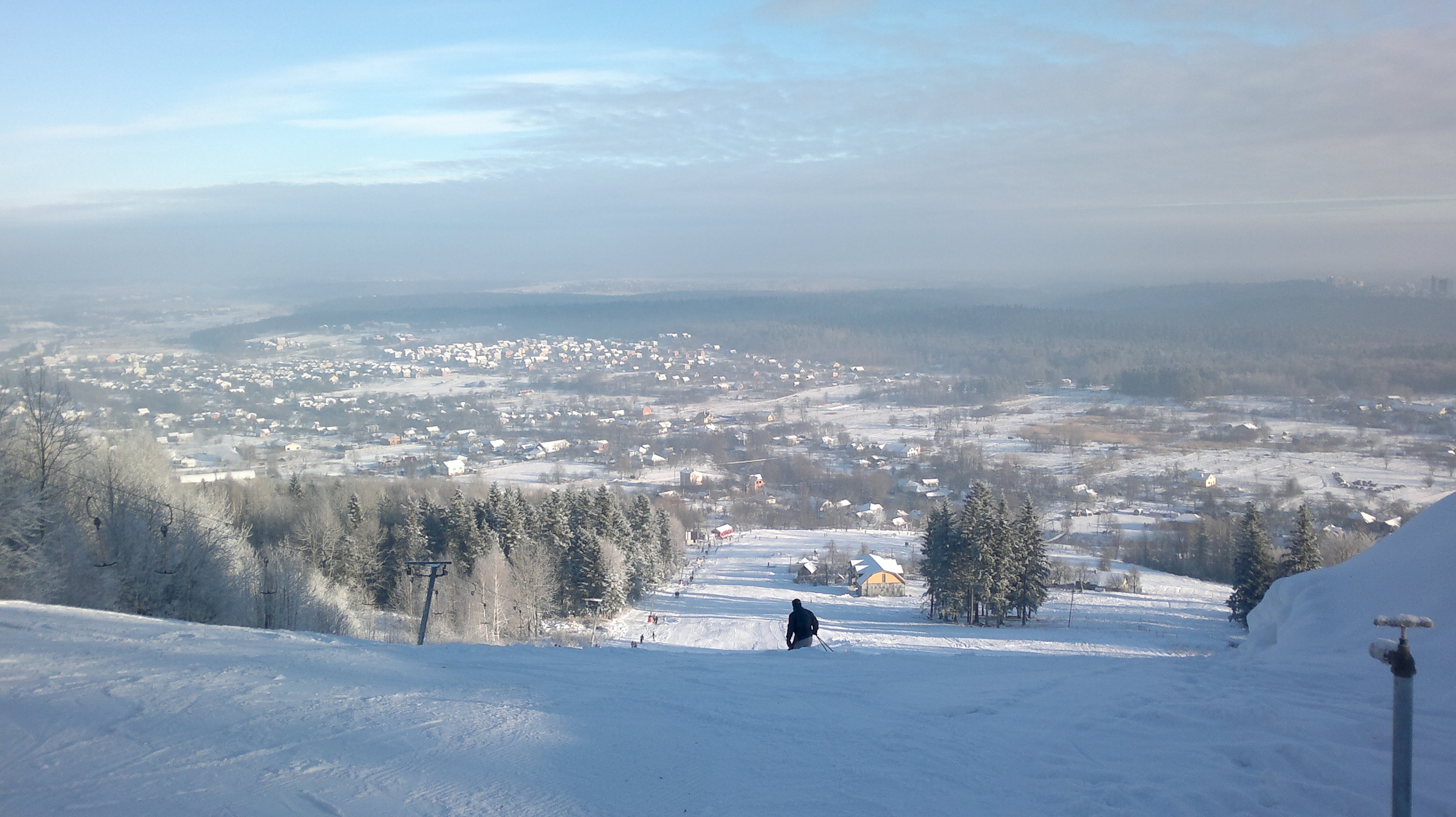
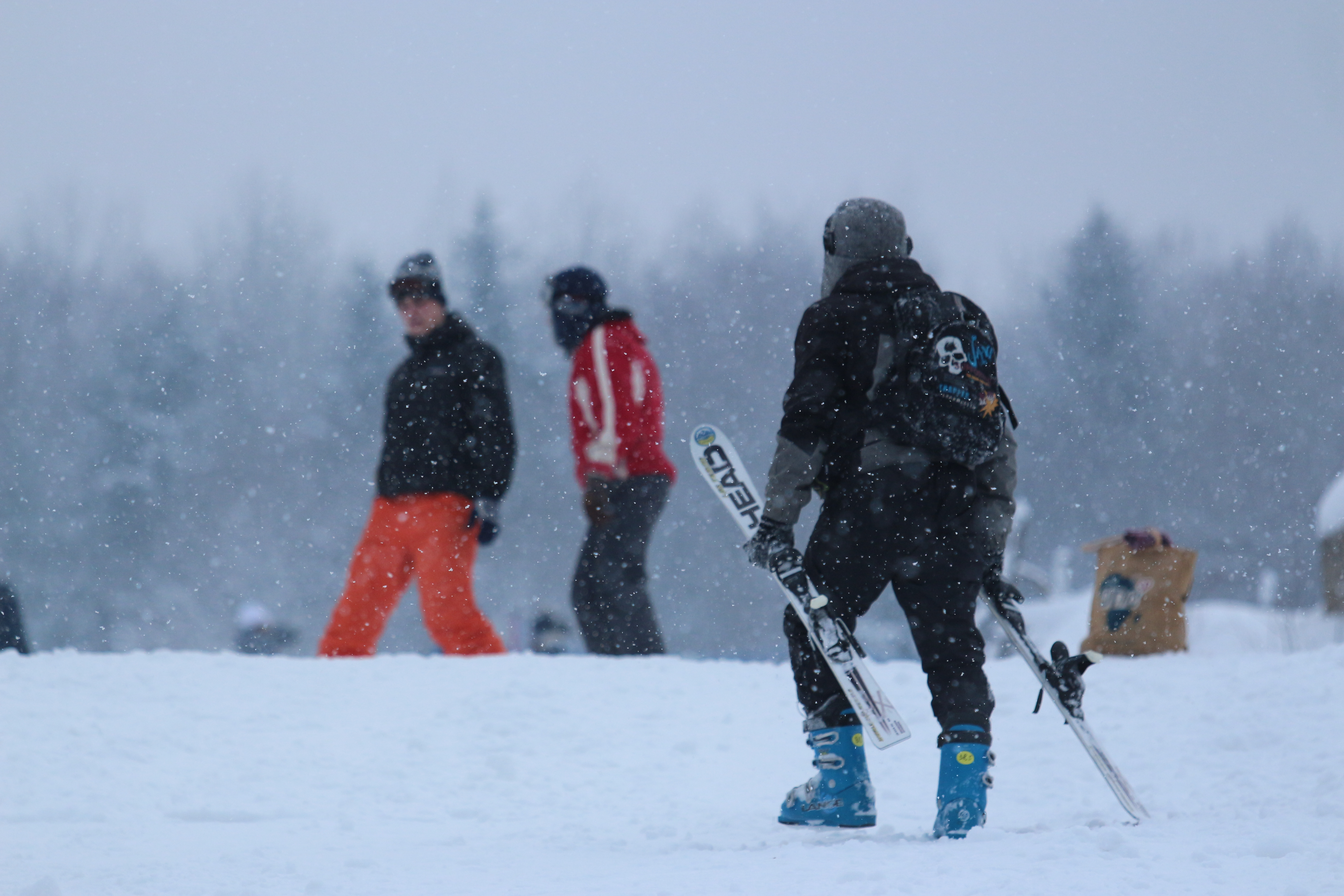
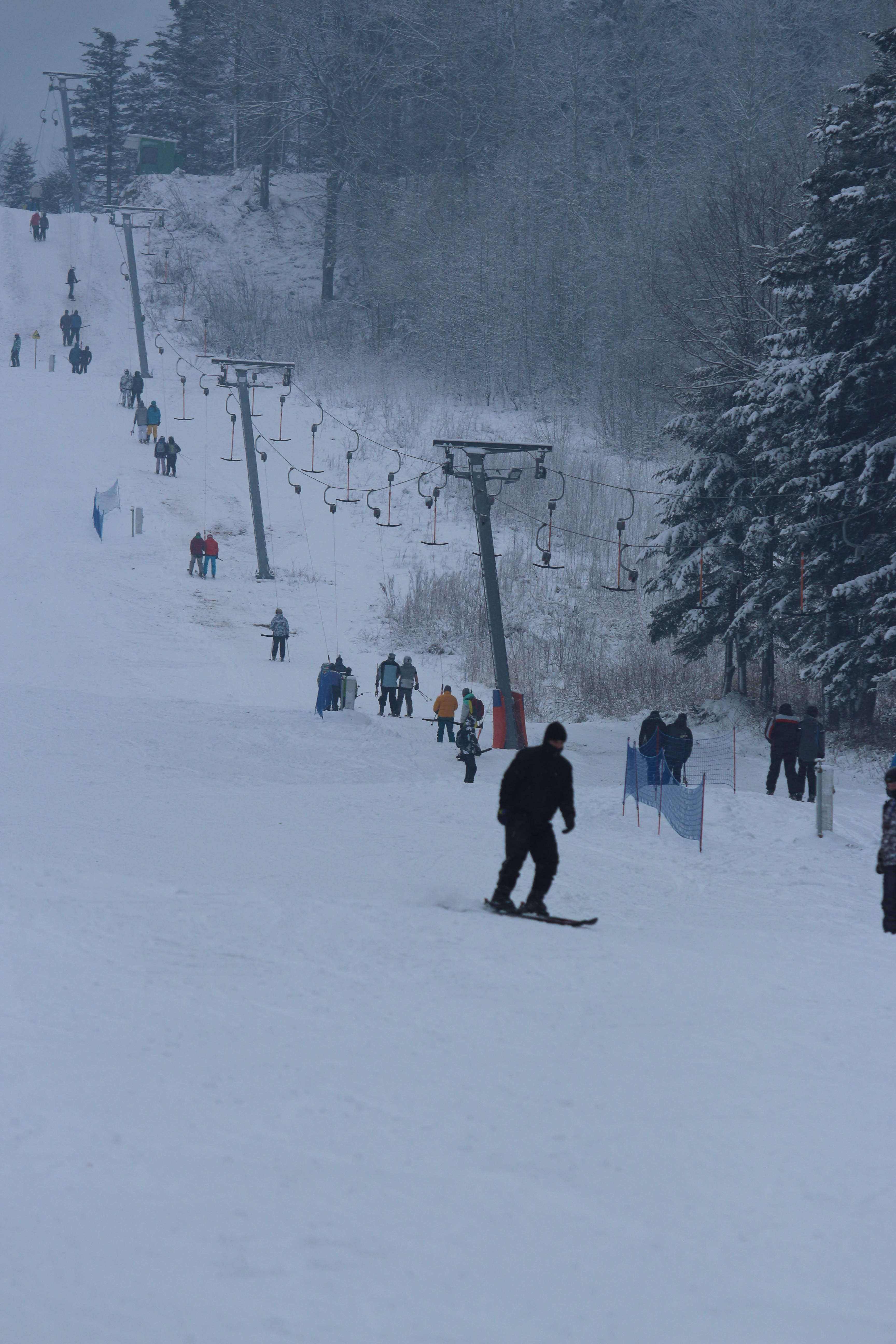
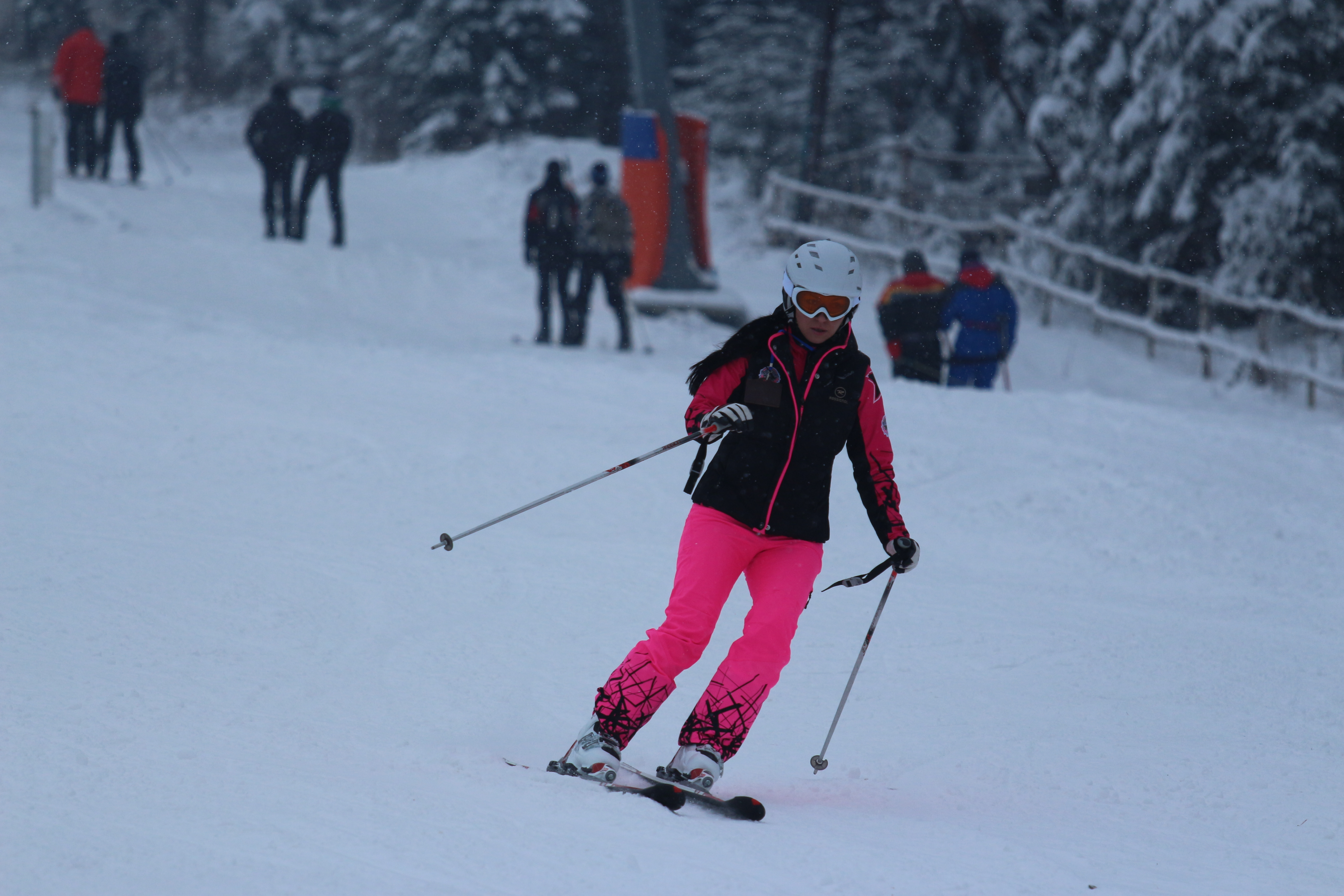
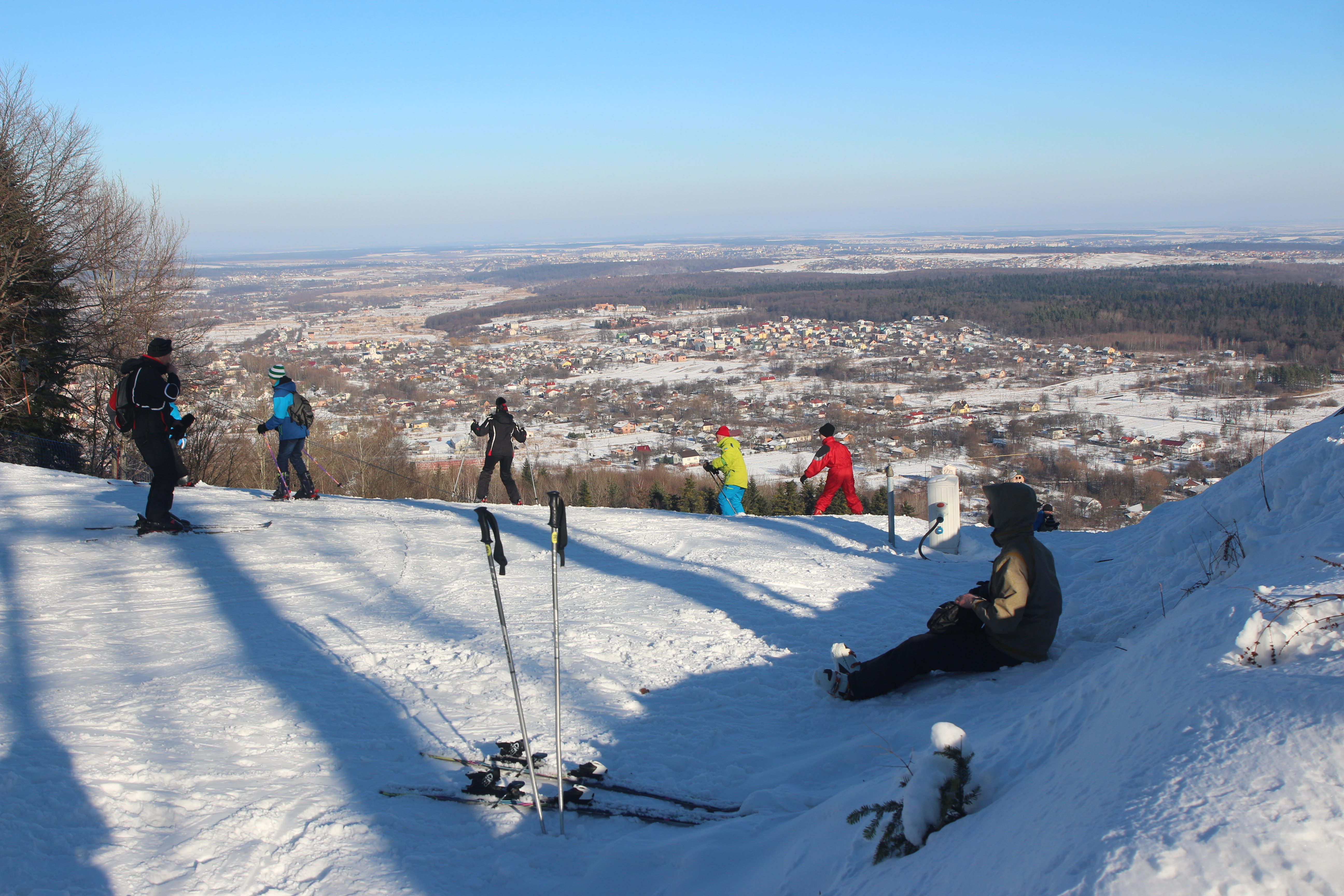
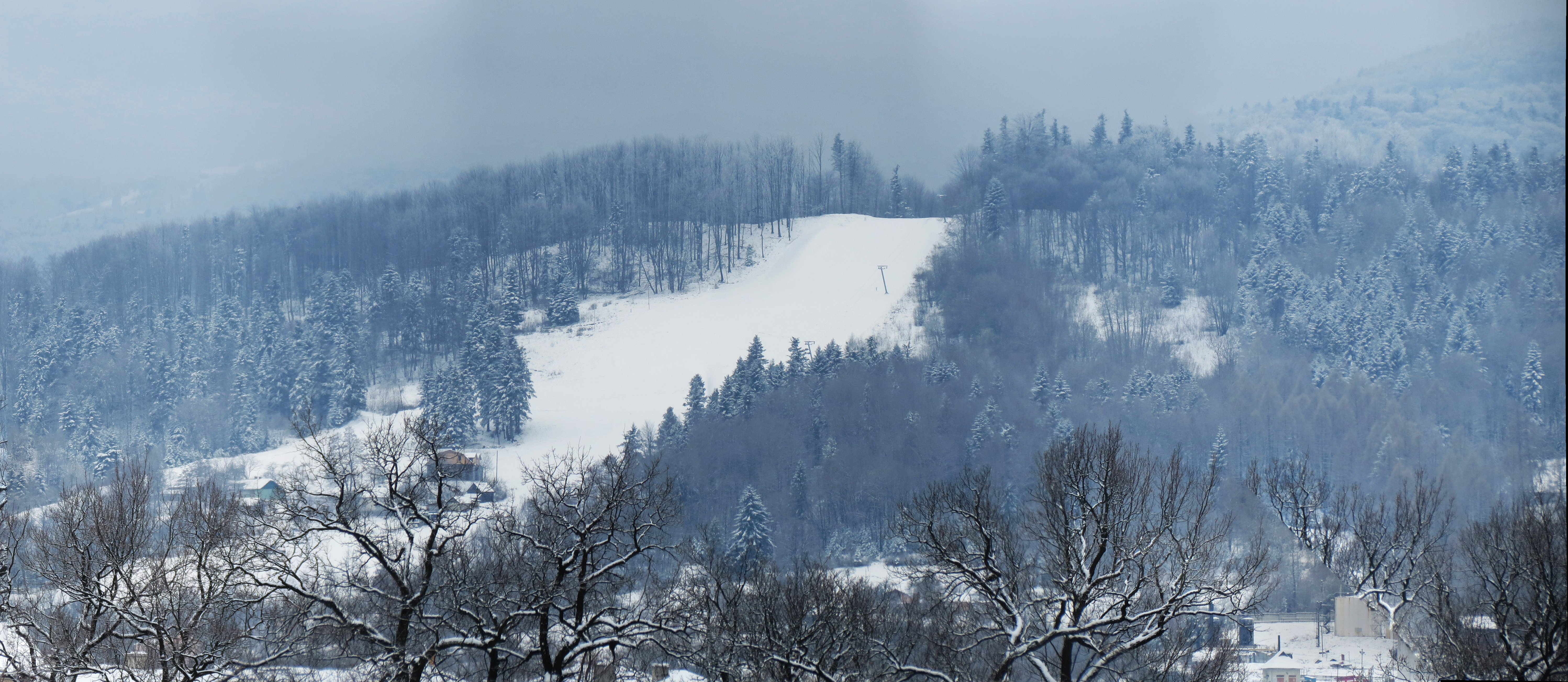